# 歐塞奇鎮區 (密蘇里州米勒縣)
歐塞奇鎮區（英語：Osage Township）是位於美國密蘇里州米勒縣的一個行政鎮區。

## 地方資料
歐塞奇鎮區的面積為280.92平方千米，當中陸地面積為279.11平方千米，而水域面積為1.81平方千米。根據2020年美國人口普查的數據，當地共有人口1600人，而人口密度為每平方千米5.7人。